# Sedlec (ort i Tjeckien, Mellersta Böhmen, lat 50,19, long 14,46)
Sedlec är en ort i Tjeckien.   Den ligger i regionen Mellersta Böhmen, i den centrala delen av landet, 11 km norr om huvudstaden Prag. Sedlec ligger 278 meter över havet och antalet invånare är 178.
Terrängen runt Sedlec är platt. Runt Sedlec är det mycket tätbefolkat, med 1 754 invånare per kvadratkilometer. Närmaste större samhälle är Prag, 11,3 km söder om Sedlec. Trakten runt Sedlec består till största delen av jordbruksmark.